# Södra Fräkentjärnen, Västmanland
Södra Fräkentjärnen är en sjö i Skinnskattebergs kommun i Västmanland och ingår i Norrströms huvudavrinningsområde.